# Cantharellus croceifolius
Cantharellus croceifolius é uma espécie de fungo pertencente à família Cantharellaceae.